# Kim Suk-soo
Kim Suk-soo (nascido em 20 de novembro de 1932) é um político e advogado sul-coreano. Kim formou-se na Escola Secundária Paichai em 1952 e na Universidade Yonsei em 1956 com um bacharelato em direito. Depois de servir como juiz da Suprema Corte e presidente da Comissão Eleitoral Nacional, Kim tornou-se no primeiro-ministro interino da Coreia do Sul de 2002 a 2003, durante a presidência de Kim Dae-Jung. Em 25 de abril de 2013, ele foi eleito diretor-chefe da Universidade Yonsei após a renúncia de Bang Woo-Young, ex-presidente do The Chosun Ilbo. Kim também é Conselheiro Jurídico da DR & AJU LLC.